# Покровська сільська рада (Бахмутський район)
| Покровська сільська рада — орган місцевого самоврядування у Бахмутському районі Донецької області з адміністративним центром у с. Покровське. Сільській раді підпорядковані населені пункти: - с. Покровське - с. Нова Кам'янка |

## Склад ради
Рада складається з 16 депутатів та голови.

## Керівний склад сільської ради
| ПІБ                                | Основні відомості                                                                  | Дата обрання | Дата звільнення |
| ---------------------------------- | ---------------------------------------------------------------------------------- | ------------ | --------------- |
| Матейченко Костянтин Володимирович | Сільський голова, 1970 року народження, освіта, член Соціалістичної партії України | 26.03.2006   | 31.10.2010      |
| Гайдабука Сергій Валерійович       | Сільський голова, 1967 року народження, освіта вища, член Партії регіонів          | 31.10.2010   |                 |

Примітка: таблиця складена за даними джерела